# Gladijator 2
Gladijator 2 (eng. Gladiator II) američko - britanski epski povijesni akcijski film u režiji Ridleya Scotta. 
Producirali su ga „Scott Free Productions”, „Red Wagon Entertainment” i „Parkes+MacDonald Image Nation”, a distribuirao „Paramount Pictures”. Služeći kao nastavak Gladijatora (2000.), film je napisao David Scarpa prema priči koju je osmislio s Peterom Craigom. U njemu glume: Paul Mescal, Pedro Pascal, Joseph Quinn, Fred Hechinger, Lior Raz, Derek Jacobi, Connie Nielsen i Denzel Washington. Jacobi i Nielsen ponavljaju svoje uloge iz prvog filma. 
O nastavku Gladijatora raspravljalo se već u lipnju 2001., a David Franzoni i John Logan trebali su se vratiti kao scenaristi. Tijekom sljedećih nekoliko godina, Scott je nudio povremena ažuriranja, uključujući moguću uključenost glavnog glumca izvornog filma, Russella Crowea, zajedno s idejama zapleta o rimskom zagrobnom životu i različitim povijesnim vremenskim razdobljima. Razvoj je zaustavljen kada je „DreamWorks” prodao prava na vlasništvo „Paramountu” 2006. Film je konačno najavljen 2018., a Mescal je dobio glavnu ulogu u siječnju 2023., a scenarij je napisao Scarpa. Ostatak glumačke postave potpisao je tijekom sljedećih nekoliko mjeseci. Snimanje je trajalo između lipnja 2023. i siječnja 2024., s petomjesečnom pauzom zbog radničkih sporova u Hollywoodu 2023. godine.
Gladiator 2 trebao bi biti objavljen u Australiji i Novom Zelandu 14. studenog 2024., u Ujedinjenom Kraljevstvu 15. studenog, a u Sjedinjenim Državama 22. studenog. Nastavak, Gladiator 3, je u ranoj fazi razvoja.

## Radnja
Više od dva desetljeća nakon događaja u prvom Gladijatoru, Lucije — sin Lucile i Maksimusa — živi sa svojom ženom i djetetom u Numidiji. Rimski vojnici predvođeni generalom Markom Akacijem napadaju, ubijaju njegovu ženu i tjeraju Lucija u ropstvo. Nadahnut Maksimusom, Lucije odlučuje boriti se kao gladijator prema učenju Makrina, bivšeg roba koji planira svrgnuti mlade careve Karakalu i Getu.

## Glavne uloge
- Paul Mescal  kao Lucije Verus
- Pedro Pascal kao Marko Akacije
- Joseph Quinn kao rimski car Geta
- Fred Hechinger kao rimski car Karakala
- Lior Raz kao Vigo
- Derek Jacobi kao senator Grakus
- Connie Nielsen kao Lucila
- Denzel Washington kao Makrin